# Paulustjärnen
Paulustjärnen är en sjö i Bergs kommun i Jämtland och ingår i Ljungans huvudavrinningsområde. Paulustjärnen ligger i Arådalen Natura 2000-område.